# مقاطعة وبستر (نبراسكا)
مقاطعة وبستر (بالإنجليزية: Webster County)‏ هي إحدى مقاطعات ولاية نبراسكا في الولايات المتحدة الأمريكية.